# Кафа (биљка)
Кафа (хрв. kava, бошњ. kahva; од арап. قَهْوَة‎ [] — кахва; лат. Coffea) је род ниских биљка (дрво или грм) из породице броћева (Rubiaceae). Мноштво је биљака које спадају у род кафе, које чине велики број разних врста и подврста биљака различитог састава плода. Култивисана стабљика кафе је висока 2 до 5 метара, а ако би је оставили да расте дивље нарасла би до висине и до 10 метара. Савијањем и oрезивањем младог стабла произвођачи кафе настоје ограничити висину стабла на 3 метра из чисто практичног разлога, ради лакше бербе. Клима у тропским земљама које се налазе у ширем екваторијалном појасу погодује узгоју стабљике кафе. Топлота и влага су главни фактори у узгоју стабла кафе, спољне температуре између 12°до 27° целзијуса и велике количине киша. Велике климатске промене, врста и састав тла на којем се биљка узгаја, број сунчаних дана, количина падавина и влага, надморска висина, све су то фактори који утичу на стабљику кафе, а и њен плод.
Због великог броја врста и подврста кафе тако постоје и разлике у листовима и цветовима кафиног стабла. Боја листова је зелена а облик им је више овалан или дугуљаст, са валовитим ивицама и расту један насупрот другог са кратким петељкама. Цветови су бели, величином мали и расту у скупинама дуж гране и мирисни су. У почетку процеса сазревања плода, плод је зелене боје мењајући боју у жуту, а на крају у тамно црвену где долази до фазе сазревања и убирања плода. Унутар чврстог омотача плода налазе се два семена која су својим равним странама окренута једно према другом наликујући тако на плод ораха. Боја зрна варира од зелене до смеђе. Хемијски састојци који се налазе у сировој кафи броје се на стотине што опет зависи од врсте и подврсте кафе. Најпознатији састојак сировог зрна је кофеин.
Из великог броја врста и подврста кафе издвајају се две врсте које заједно чине више од 90% укупне производње у свету, кафа Арабика и кафа Робуста. Од осталих сорти кафе познатије су још: liberica, excelsa, stenophylla, arabusta (кафа настала укрштањем арабике и робусте).
Постоје две главне врсте кафе:
- Арабика – традиционална кафа. Чини две трећине светске производње кафе. Има 44 хромозома. Укрштањем са другим сортама кафе добијају се нове хибридне сорте које поспешују квалитет Арабике. Максимални количина кофеина по једном килограму не прелази 1,5%
- Робуста – има јаку, опору арому и обично се користи за добијање инстант кафе. Дрво даје обилан род и отпоран је на разне болести. Може нарасти до висине око 12 метара, што је двоструко више од непокресаног осетљивог дрвета Арабике која уз то даје и мање рода. у односу на своју тежину. У односу на тежину, зрно Робусте има до 2,8% кофеина док код Арабике не прелази 1,5%. Робустра и све остале врсте кафа имају 22 хромозома. Због горчине кафа се обично не прави само од Робусте, већ се меша са одређеном количино Арабике. Због веће количине кофеина у семену може се узгајати у климатским подручјима где арабика не успева. Користи се као јефтинија замена за арабику.

## Индустрија кафе
Данас, индустрија кафе зарађује око 55 милијарди евра годишње и по профиту налази се на другом месту, одмах после нафтне индустрије. Постоји преко 25 милиона породичних плантажа у преко 80 земаља широм света. Процењује се да је број засађених стабљика кафе негде око 15 милијарди. Процењује се да се дневно попије око 2,25 милијарди шољица кафе.
Данашњи проблем индустрије кафе је њена превелика производња. Ситуацију додатно компликују политика, економија као и делови моћних картела. Због тога многи узгајивачи кафе живе у сиромаштву.

## Историја
Дрво кафе (Coffea arabica) је цветајући зимзелени жбун чија је домовина регион Кафа у Етиопији. И друге врсте кафе укључујући C. liberica и C. robusta такође расту у дивљини у осталим деловима Африке. Постоји више легендарних прича о пореклу овог напитка. Најпознатија је вероватно прича о етиопијском пастиру Калдију. Једног дана је приметио да су његове козе живахније него иначе. Приметивши да једу црвене бобице једног жбуна и окусивши их, искусио је исти осећај живахности.
Арабика се узгајала на Арабијском полуострву од 15. века нове ере. Арабљани су је звали „qahwe" (вино), а Турци „kahve".
Корисне ефекте кафе је познао већ у 10. веку велики доктор Ал Рази. Крајем 15. века кафу су проширили по Блиском и Средњем истоку и Магребу путници који су се враћали из Арабије. Арапи су чували тајну узгајања и припремања кафе, али су је Индуси ипак успешно прошверцовали и почели да гаје у Индији. Године 1554/55 први пут кафу су у Цариград донела двојица Сиријаца. Кафана је постала особитост социјалне културе. У њима су се окупљали људи, играле разне игре, пило, пушило, одмарало и одржавали контакти. Из Цариграда је кафа у 17. веку доспела у Млетачку републику одакле се кафа проширила Европом. Године 1645. године отворена је прва кафана у Италији. У Енглеској прва кафана је отворена 1583. у Корнхилу. Власник је био један турски трговац. До 1675. отворено је више од 3.000 кафана у Енглеској. У Паризу је прву кафану отворио Јерменин Паскал. Кафа је убрзо постала популарније од вина у Француској и чаја у Енглеској. У Бечу, прва продавница која је продавала кафу је отворена 1683. године, када је један Србин, после пропасти турске војске у Великом бечком рату јефтино откупио огромне залихе ове биљке које је заостало у заплењеној турској комори. Захваљујући њему, бечке даме су се убрзо одушевиле егзотичним укусом расањујућег напитка, па је по угледу на грађане најмоћније државе тадашњег света, сва средња Европа почела да пије кафу.
Упркос забрани извоза зрелог семена, Холанђани су 1616. успели да га изнесу са полуострва. Убрзо након тога никле су плантаже у холанђанским колонијама - Цејлону (данашња Шри Ланка) и на Јави (сада припада Индонезији).
Године 1706. Холанђани су пренели једну садницу кафе са Јаве у Ботаничку башту у Амстердаму. Биљка је толико процветала, да је њен род био довољан за дизање плантаже у Суринаму на Карибима. Године 1714, градоначелник Амстердама поклонио је једну од тих младица француском краљу Лују XIV, коју је он дао да се засади у Краљевском врту у Паризу.

### Кафа у Србији
Није случајност, да је Београд добио своју прву кафану пре Беча, Париза и осталих великих европских метропола. Срби су под утицајем Турака били упознати са културом кафе врло рано. Већ 1521/52 Турци си у једној згради на Дорћолу отворили неке врсте угоститељског објекта - кафану у којој су послуживали кафом. Кафа се од тада послуживала у караван сарајима, хановима и механама. Угоститељски објекти у Београду добијају данашњи назив кафана после 1738, када су Турци поново запосели Београд, након аустријске власти. Тада је, као најбоља, била позната кафана Црни орао на Дорћолу, коју је у свом путопису поменуо путописац Кепер. Налазила се на спрату у згради на углу данашње Душанове и улице Краља Петра.
Највећи број кафана Београд добија у 19. и 20. веку. Неке од најпознатијих старих београдских кафана су Три шешира, Кафана "?“, Два бела голуба и некада славна, а већ срушена кафана Дарданели.

## Кафа и религија
Појавом кафе на европском тржишту у 17. веку долази до великих промена. Опседнутост овим напитком и биљком доводи до тога да кафа буде проглашена сатанистичким напитком од стране неких католичких свештеника. Они су наиме сматрали да би кафа могла да потисне употребу црвеног вина, које је по њиховом мишљењу посветио Исус Христ. Ипак, када је папа Клемент VIII пробао кафу, наводно је одмах променио мишљење. Решио је ту религиозну дилему тако што је „крстио напитак“, чинећи га тиме прихватљивим за католике.

## Галерија
- Цвијет кафе
- Парк краљице Елизабете , Кафа арабика, у Ванкуверу
- Пржена кафа
- Сирово, непечено семе кафе